# Protohystricia huttoni
Protohystricia huttoni là một loài ruồi trong họ Tachinidae.